# Poljane pri Primskovem
Poljane pri Primskovem so naselje v Občini Šmartno pri Litiji.